# Myrmecia regularis
Myrmecia regularis es una especie de hormiga endémica carnívora de Australia.Fue por primera vez descrita por el entomólogo americano Walter Cecil Crawley en 1925. Normalmente miden entre 10 a 20 milímetros.